# Infierno en Bolivia
Infierno en Bolivia (1964) es un libro escrito por Hernán Landívar Flores que narra los padecimientos que sufrieron los partidarios de la Falange Socialista Boliviana en campos de concentración políticos creados por el Movimiento Nacionalista Revolucionario durante el gobierno de Víctor Paz Estenssoro.

## Contexto
Si bien la Revolución del 52 fue considerada una de las tres revoluciones sociales más importantes en América Latina, no estuvo exenta de críticas. Sus principales falencias giran en torno a la brutalidad del Control Político, órgano de gobierno del MNR comparado con la Gestapo nazi. Esta institución, impulsó una fuerte represión contra los opositores al régimen emenerrista.
El MNR instaló campos de concentración en localidades frías de los andes bolivianos, como Catavi, Uncía, Corocoro y Curahuara de Carangas. En dichos centros de hacinamiento y castigo se torturó a numerosos opositores políticos al MNR, tanto comunistas como falangistas. Sin embargo, la mayoría de sus víctimas fueron falangistas, algunos de los cuales sobrevivieron para contar lo sucedido y registrar los nombres de quienes pasaron por ahí.
Fue a mediados de los años sesenta, luego del golpe de Estado del Gral. René Barrientos, que empezó a desvelarse una serie de violaciones a los derechos humanos perpetrada por el régimen del MNR. Algunos de los libros que recogen estas denuncias son: Entre los hombres lobos de Bolivia (por Mario Peñaranda Rivera), Laureles de un tirano (por Hernán Barriga Antelo), Infierno en Bolivia (por Hernán Landívar Flores) y Campos de concentración en Bolivia (por Fernando Loayza Beltrán). 
Entre las víctimas de los campos de concentración se encuentran los filósofos Numa Romero del Carpio y Roberto Prudencio Romecín, cuyos domicilios fueron además saqueados, y se quemó sus libros. También fueron apresados allí el historiador Alberto Crespo Rodas, el Mariscal Bernardino Bilbao Rioja (héroe de la guerra del Chaco), varios periodistas del diario La Razón y miembros del PIR y del PURS (Partido de Unión Republicana Socialista).
El Decreto Supremo N.º 01619 autorizó la habilitación de penitenciarías en Uncía, Catavi, Corocoro y Curahuara de Carangas. También se delegó como centros de retención o interrogación la Escuela de Carabineros y el Panóptico de Guanay. El Control Político vigilaba con discreción las actividades de los opositores, incluyendo la intervención telefónica, censura de correspondencia y vigilancia de movimientos en líneas de transporte. Así, se mantuvo controlada a buena parte de los sectores laborales, burocráticos, universitarios o estudiantiles. Las técnicas de intimidación a los presos políticos incluían patadas, golpes, palos, uso de corriente eléctrica, tortura con hamaca, amenazas psicológicas, privación de comida y bebida, pinchadura en las yemas de los dedos y fusilamientos simulados.

## Publicación
Fue publicada en 1964 en La Paz por la editorial Difusión. En una segunda edición de 263 páginas, se publicó en La Paz, el 30 de abril de 1965 en "Talleres Gráficos Bolivianos".